# Kostel svatého Jana Křtitele (Chřešťovice)

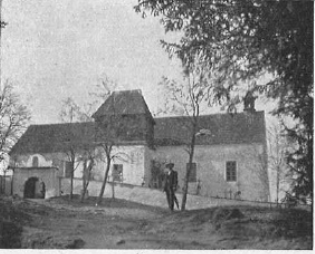
Chřešťovický kostel, celkový pohled, 19. století

Kostel svatého Jana Křtitele je církevní stavba, která se nachází na ostrohu nad řekou Vltavou v katastru vsi Chřešťovice v jižních Čechách. Kostel byl před rokem 1988 zapsán do seznamu kulturních památek Československa.

## Historie kostela
Kostel je nazýván i jako Kostel sv. Jana Křtitele „Na poušti“ (pustina), čímž lze vyložit i značnou vzdáleností kostela od obce, která činí téměř 1,5 km. Kostel stojí na akropoli dřívějšího chřešťovického hradiště, na němž se ve dvanáctém století nacházelo pohřebiště, což vysvětluje vzdálenost od obce. Kostel byl postaven kamenickou hutí, která stavěla hrad Zvíkov, v rámci výstavby drobných sakrálních staveb. Kolem roku 1570 ho nechal renesančně přestavět rytíř Bohuslav Kalenický z Kalenic. Z tohoto období je i gotické zaklenutí žebry v presbytáři, svorník a kamenné gotické portály. V 17. století byla loď o 4,6 m prodloužena. Zvony pocházející z 16. století a 18. století, které byly původně umístěny v dřevěné zvonici pocházející rovněž ze 17. století, byly v době první světové války ukradeny.

## Exteriér kostela
Do zvonice vedou úzké schody, které jsou umístěny podél západní stěny jižní kaple a jsou kryty pultovou stříškou. U jihozápadního rohu lodě podél jižní stěny je umístěn přístavek se schodištěm na kruchtu. Jižní kaple je obohacena o zvonici s valbovou střechou, která byla dostavěna v 17. století.Východní průčelí tvoří jediné lomené gotické okno s kružbou (trojlist v kruhu). Západní průčelí tvoří pouze vstup do kostela, který je ukončen půlkruhovým obloukem.

## Interiér kostela

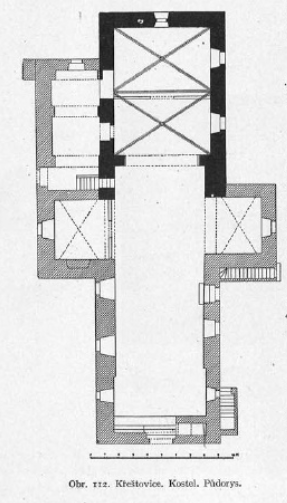
Půdorys, Chřešťovice

Z jižní strany je pravoúhlý presbytář obložen v nároží žulovými kvádry a osvětlen dvěma obdélnými okny, která jsou rozšířena z původních gotických (patrno z opadané omítky).Ve východním průčelí je zachováno gotické dvojdílné okno s kružbou (trojlist v kruhu). Severní strana je stejná jako jižní. Hlavní loď je 18,9 m dlouhá, 6,5 m široká a je plochostropá. Strop hlavní lodi kostela je zdoben ve středu křižáckým znakem, který se objevuje i z boku lavic. V bocích hlavní lodi jsou kaple odděleny půlkruhovým obloukem a zaklenuty valenou klenbou s hřebínkovými žebry a drobným svorníkem pocházejícím z přestavby v 16. století. Obě kaple jsou osvětleny jedním obdélným oknem, které je zaklenuto do oblouku. Nad jižní kaplí je zvonice.

### Presbytář
Presbytář je hluboký 9 m a široký 6,6 m. Má dvě pole, která jsou zaklenuta žebrovou křížovou klenbou. Ve hladkém svorníku se sbíhají mohutná klínová žebra a do zdi zabíhají ve výšce 1,5 m. Obdélný vchod do sakristie, která je valeně klenuta, je na severní straně presbytáře. Přesbytář od hlavní lodi dělí hrotitý gotický triumfální oblouk.

### Lomený triumfální oblouk
Lomený oblouk, který je na hraně lodi sříznutý, je silný 0,76 m a široký 5 m.

## Zařízení kostela
Zařízení pochází již ze třetí čtvrti 18. století. Patří mezi ně hlavní oltář, oltář Panny Marie v presbytáři, dva protější boční oltáře sv. Jana Nepomuckého a sv. Floriána, kazatelna s figurálními reliéfy, na hlavním oltáři sochy sv. Petra a Pavla ze 17. století, kamenný figurální náhrobník z roku 1613 (na jižní straně presbytáře).

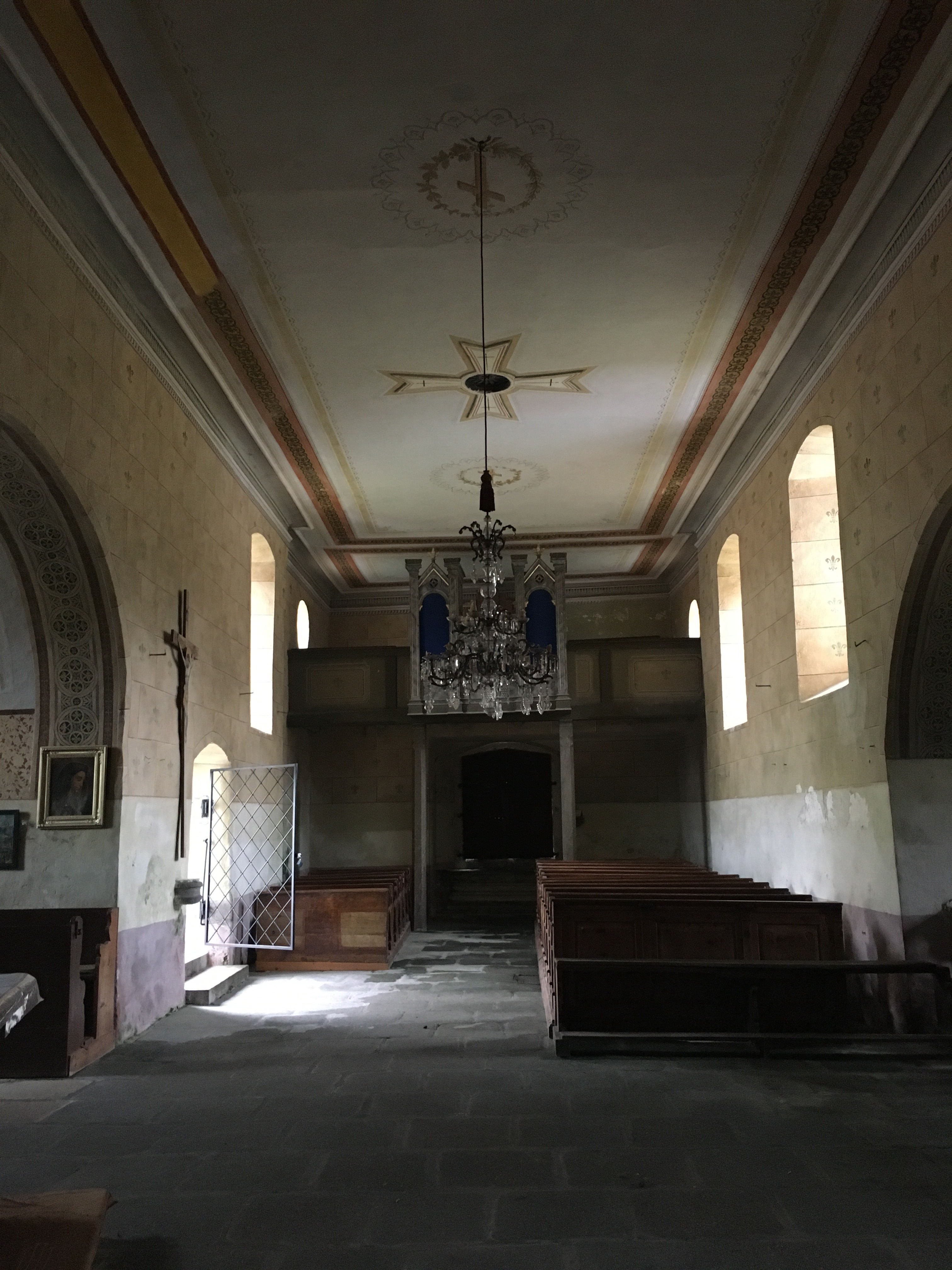
Loď kostela

### Pacifikál
Pacifikál byl mosazný, stříbřený a zlacený. Byl vysoký 30 cm. Noha byla oválná a prohnutá, zdobena rozvilinami, dvěma kartušemi a dvěma medailony. Nodus byl šestiboký.

### Kříž
Kříž je mosazný, jeho ramena jsou ukončena trojlistem, je vyzdoben rytým ornamentem (korpus litý).

### Náhrobek
Náhrobek v severní kapli je z červeného mramoru. Ve středu je dívčí postava v dlouhé říze, pod ní erb pánů Kalenických.

## Okolí kostela
Kostel je obestavěn nepoužívaným hřbitovem, na který navazuje na západě hřbitov používaný, který je ohraničený ohradní zdí se vstupní brankou z jihu. Starý hřbitov je ohraničen zdí (na straně severní, východní a jižní), která navazuje na novější ohradní zeď nového používaného hřbitova. Z jihu je vstupní brána se širokým půlkruhovým otvorem. Před jižní zdí se nachází márnice obdélného tvaru, jejíž severní střena tvoří hranici hřbitova, ale nevztahuje se na ni památková ochrana. Nový hřbitov je zpřístupněn také vedlejší brankou v novější ohradní zdi, která je umístěna mezi dvěma pilíři.

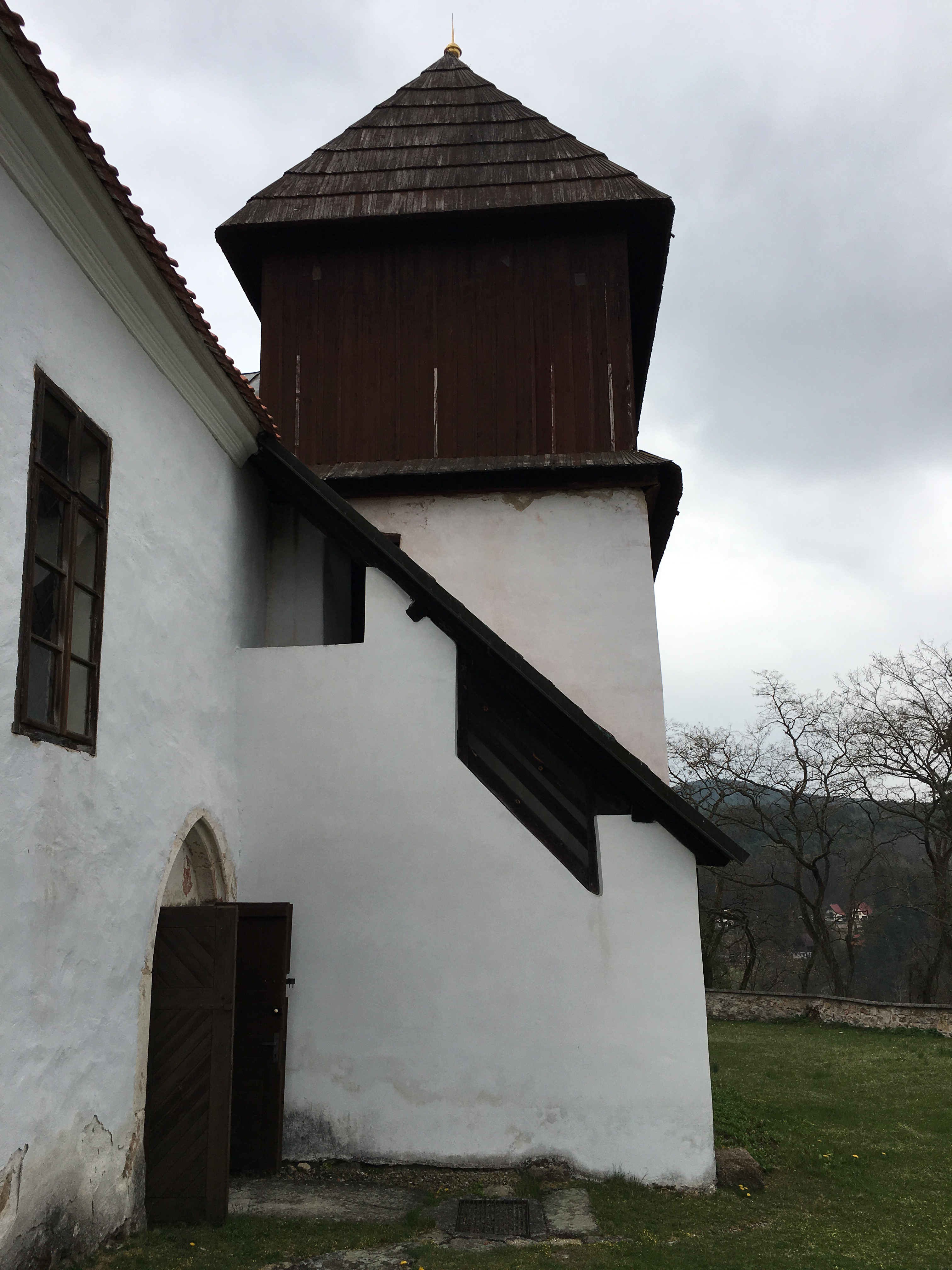
Pohled ze západu na dřevěnou zvonici ze 17. století, vstupní portál kostela, schody na zvonici

### Zvonice a zvony
Dřevěná přístavba zvonice pochází ze 17. století. O její dostavbu se tehdy zřejmě zasloužil hrabě Zikmund Ludvík Trautmansdorf. Zvonice tehdy obsahovala dva starobylé zvony. První zvon byl široký 88 cm a 70 cm vysoký s letopočtem 1555 a také jmény a znaky těchto šlechticů: Jan ze Švamberka, Jan mladší Kalenický, Wratislav z Bernsteinu a Zdeněk ze Spatzenbergu. Údajně bylo zvon slyšet zvonit až do města Písku. Druhý zvon, který byl široký 63 cm a 58 cm vysoký, z roku 1697 zdobily hlavičky andělíčků v oblacích a reliéf Panny Marie sedmibolestné. Tyto zvony byly za první světové války takzvaně zrekvírovány. Kostel měl pouze zvonek ve věžičce. Kolem roku 1936 se vesnice rozhodla pořídit tři nové zvony. Zvon sv. Jan Křtitel vážící 523 kg a vysoký 110 cm byl ozdoben u vrchu vavřínovým věncem. Zvon Panny Marie o váze 302 kg a výšce 90 cm a nejmenší sv. Josef, 218 kg a 81 cm. Menší zvony byly zdobeny věncem růžovým. Jejich svěcení na Hod Boží Velikonoční 12. dubna 1936 bylo ve vesnici velkou slávou! Za druhé světové války byly i tyto zvony opět zrekvírovány. Zvon svatého Josefa byl tehdejším farářem Prágrem uchráněn.

#### Pověst o zvonu
Podle pověsti hlas zvonu z kostela sv. Jana Křtitele přinášel smůlu vorařům, kteří se plavili po Vltavě a v hlubokém údolí pod ním. Když se voraři vydávali na cestu, jejich rodiny jim především přály aby neslyšeli zvonit tento zvon.

#### Pověst o tajné chodbě a stavbě kostela
Jedna z nejstarších pověstí vypráví o tom, že z kostela sv. Křtitele vede tajná chodba, buď na zámek, anebo na bývalou tvrz v Údraži. Druhá pověst je o stavbě kostela sv. Jana Křtitele. Když se tehdy rozhodli začít stavět tento kostel, nebylo vybráno nynější místo, ale místo, kde stojí kaple sv. Anny, tehdy ještě úplně neznámý kopec. Základy byly ale třikrát přeneseny neznámou silou na nynější místo a tak už zůstalo a kostel stojí na svém nynějším místě vzdálen od vesnice.

## Kaleničtí rytíři v Chřešťovicích, 16. stol.
V Chřešťovicích se během staletí vystřídalo mnoho panských rodů, jedním z nich byl vladycký rod Kaleniců. Chřešťovickou rodovou větev založil Bohuslav z Kalenic, královský úředník při zemských deskách, který se často zdržoval i v Praze, kde vlastnil dům ve Spálené ulici. Jeho domovem bylo chřešťovické panství a žil na chřešťovické tvrzi. Kolem roku 1570 nechal přestavět kostel sv. Jana Křtitele. Z tohoto období je gotické klenutí žeber v presbytáři i svorník. Jeho syn Oldřich musel otci slíbit, že dokončí přestavbu kostela. Oldřich zastával úřad nejvyššího lovčího ve službách Petra Voka z Rožmberka, a býval častým hostem na třeboňském zámku, a svým důvtipem bavil vybranou šlechtickou společnost. Po boku Petra Voka se účastnil válečného tažení do Uher proti Turkům. Při pohřbu Petra Voka byl poctěn tím, že vedl jeho slavnostně oděného koně. Oldřichova dcera Markéta je pohřbena v kostele, a její náhrobek z červeného mramoru i jeho nápis na něm je jeden z nejlépe dochovaných. V kostele jsou dvě další hrobky, zřejmě také Kaleniců.

## Fotogalerie

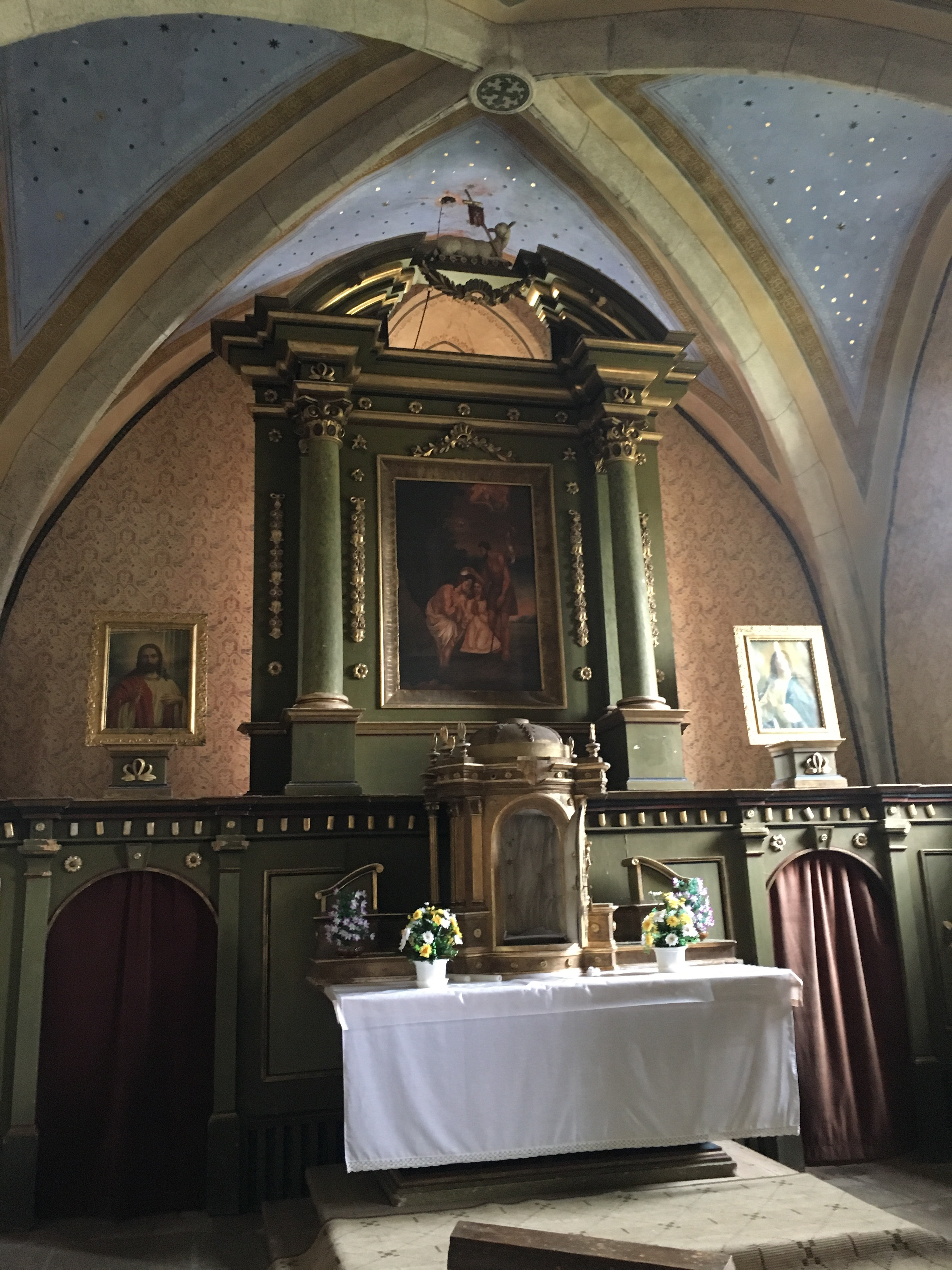
Interiér presbytáře
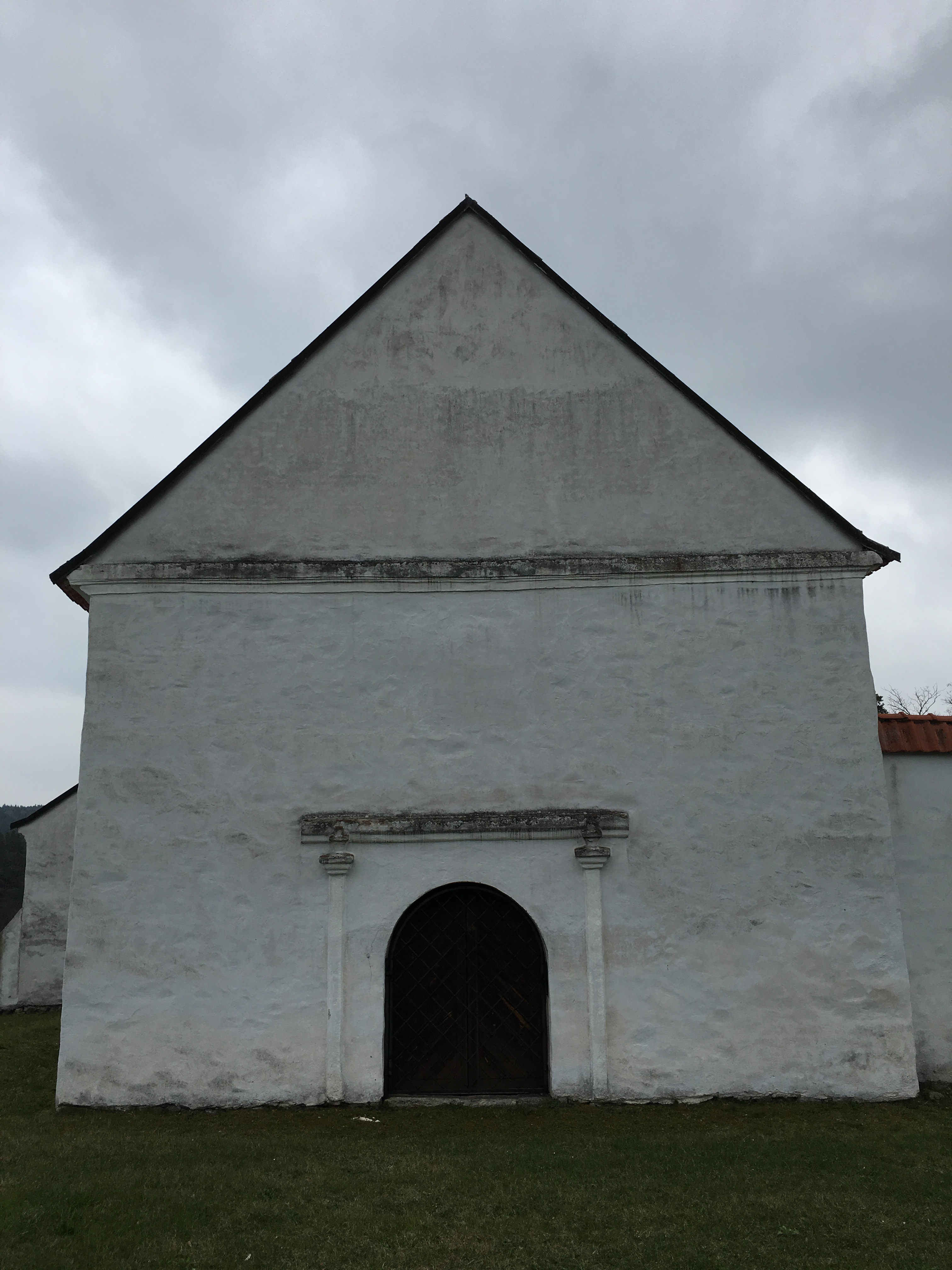
Západní průčelí kostela
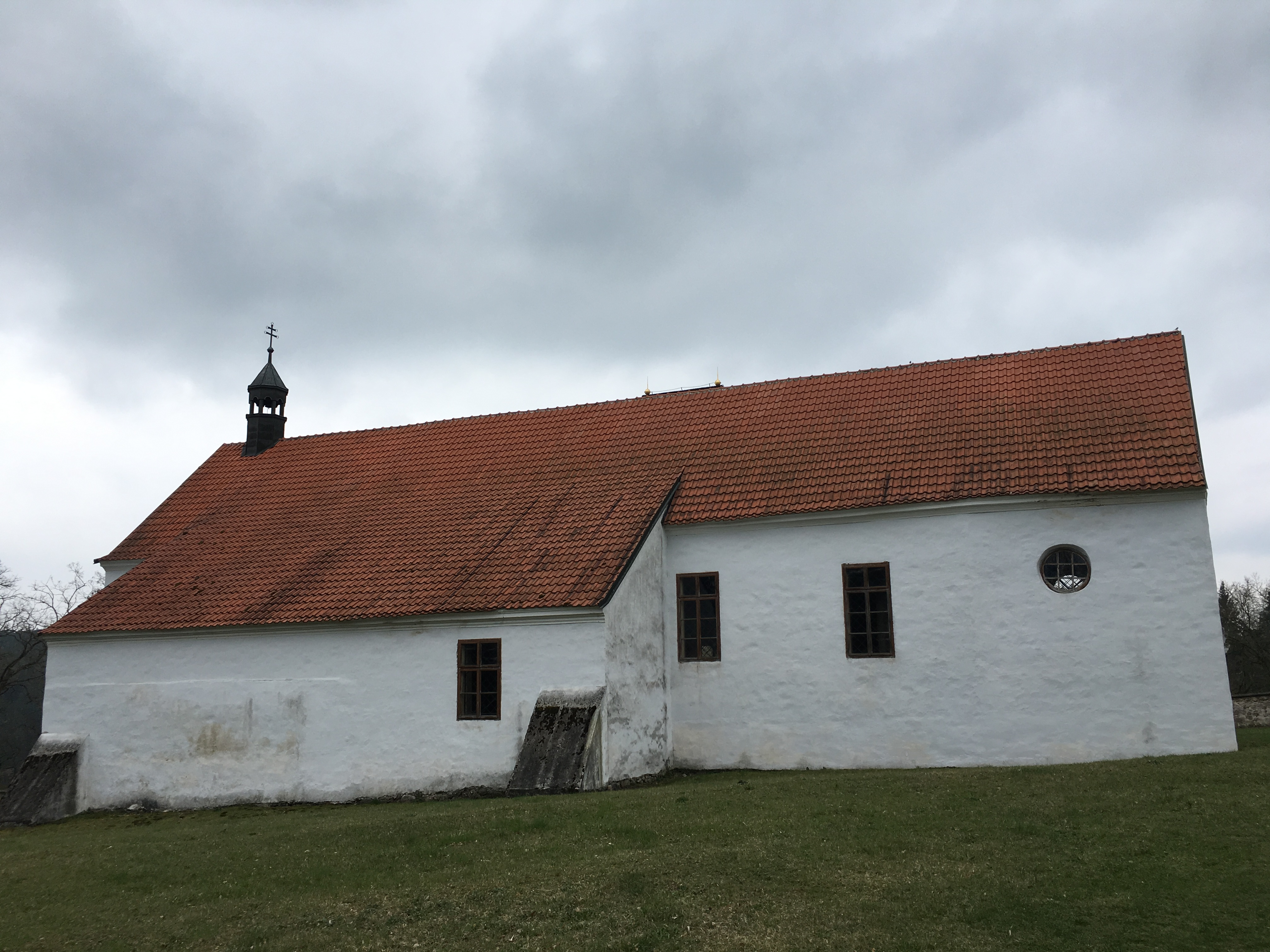
Severní průčelí
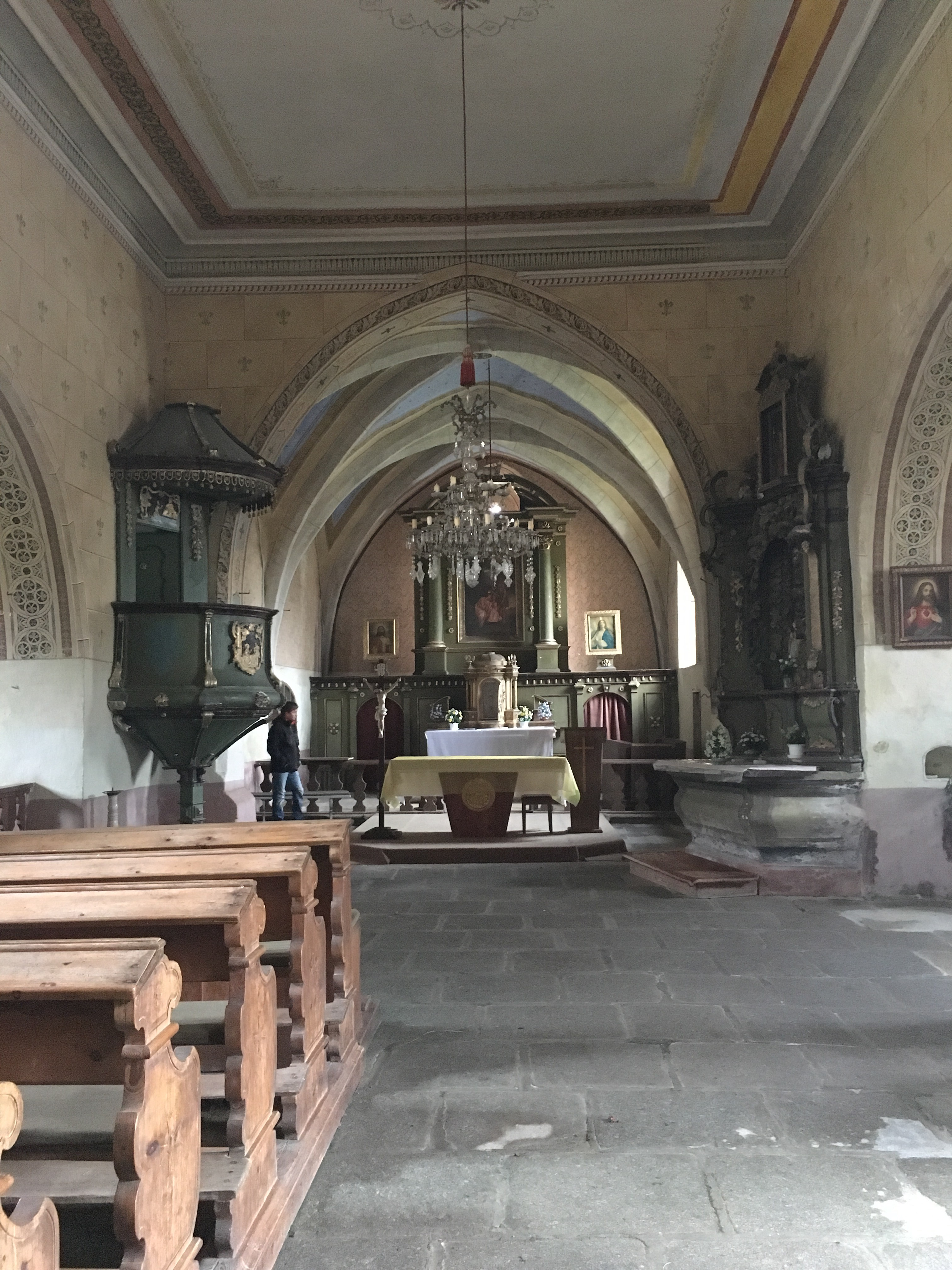
Interiér kostela a presbytář